# Topologische Transitivität
Von topologischer Transitivität einer Abbildung spricht man in der Mathematik, wenn sie einen metrischen Raum „durcheinanderwirbelt“. In der Literatur wird topologische Transitivität daher auch oft als Mischen bezeichnet:

„If U is any open set in the domain of the function, then some point of U will eventually land in every neighborhood of every point in the domain under iteration of the function.“

Topologische Transitivität ist besonders im Hinblick auf die Diagnose von Chaos im Sinne von Devaney von Bedeutung: Eine Abbildung {\displaystyle f\colon X\to X} ist chaotisch, wenn sie topologisch transitiv ist und die Menge der Periodenpunkte von {\displaystyle f} dicht in {\displaystyle X} liegt.

## Definition
Es sei {\displaystyle X} ein metrischer Raum und
{\displaystyle f\colon X\to X}
eine stetige Abbildung dieses Raumes in sich selbst. Dann heißt {\displaystyle f} topologisch transitiv, wenn für je zwei nichtleere offene Teilmengen {\displaystyle U,V} von {\displaystyle X} gilt
{\displaystyle \exists \ n\in \mathbb {N} :f^{n}(U)\cap V\neq \emptyset }
wobei
{\displaystyle f^{n}(U)=\left\{f^{n}(x)|x\in U\right\}={\big \{}\underbrace {f\circ \cdots \circ f} _{n}(x)|x\in U{\big \}}}

## Diskussion
Wie oben angedeutet, sind topologische Transitivität und Dichtheit der periodischen Punkte die beiden Eigenschaften, die einzufordern sind, wenn man von Chaos im Sinne von Devaney spricht. Devaney hat zusätzlich noch sensitive Abhängigkeit von den Anfangsbedingungen gefordert. Allerdings konnten Banks et al. beweisen, dass diese Eigenschaft bereits aus den beiden anderen folgt.
Der Nachweis topologischer Transitivität ist i. A. mühsam, da ja für beliebige offene Mengen {\displaystyle U,V} gezeigt werden muss, dass sie durchmischt werden. Hilfreich ist in diesem Zusammenhang der Satz, dass bereits die Existenz eines Punktes {\displaystyle x} in {\displaystyle X} genügt, dessen Orbit
{\displaystyle {\mathcal {O}}_{f}(x)=\left\{f^{n}(x)|n\in \mathbb {N} \right\}}
dicht in {\displaystyle X} ist, damit {\displaystyle f} topologisch transitiv ist.

## Beispiel
Wir betrachten die Abbildung
{\displaystyle f\colon S^{1}\to S^{1},\ \theta \mapsto 2\theta }
auf dem Einheitskreis {\displaystyle S^{1}=\mathbb {R} /2\pi \mathbb {Z} }. Dann gilt: {\displaystyle f} ist topologisch transitiv. Denn es gilt:
{\displaystyle f^{n}(\theta )=2^{n}\theta ({\hbox{ mod }}2\pi )\ \forall \ n\in \mathbb {N} ,\ \theta \in [0,2\pi )}
Hieraus erkennen wir, dass die Abbildung expansiv ist und damit jedes noch so kleine Bogenstück unter {\displaystyle f} so stark expandiert, dass es schließlich für ein {\displaystyle n} den ganzen Einheitskreis überdeckt und damit auch jedes andere offene Intervall.